# 2020–2021-es UEFA-bajnokok ligája (csoportkör)
A 2020–2021-es UEFA-bajnokok ligája csoportkörének mérkőzéseit 2020. október 20. és december 9. között játszották le. A csoportkörben 32 csapat vett részt, melyből 16 csapat jutott tovább az egyenes kieséses szakaszba.

## Sorsolás
A csoportkör sorsolását 2020. október 1-jén közép-európai idő szerint 17 órától tartották Genfben.
A csapatokat 4 kalapba sorolták be, a következők szerint:
- Az 1. kalapba került a UEFA-bajnokok ligája győztese, az Európa-liga győztese és a rangsor szerinti első hat ország bajnoka.
- A 2., 3. és 4. kalapba került a többi csapat, a 2020-as UEFA-együtthatóik sorrendjében.

A 32 csapatot nyolc darab négycsapatos csoportba sorsolták. Azonos országból érkező csapatok, valamint az orosz és ukrán csapatok nem kerülhettek azonos csoportba. Az azonos nemzetű csapatokból párokat alakítottak ki, amelyeket négy csoportra nézve is szétosztottak (A–D, E–H), a televíziós közvetítések miatt. A párokat az UEFA határozta meg.

- A: Bayern München és Borussia Dortmund
- B: Sevilla és Atlético Madrid
- C: Real Madrid és Barcelona
- D: Liverpool és Manchester United
- E: Juventus és Internazionale
- F: Paris Saint-Germain és Marseille
- G: Zenyit és Lokomotyiv Moszkva
- H: Manchester City és Chelsea
- I: Sahtar Doneck és Dinamo Kijiv
- J: RB Leipzig  és Borussia Mönchengladbach
- K: Lazio és Atalanta

Egy játéknapon négy csoport mérkőzéseit rendezték. Az egyik négy csoport kedden, a másik négy csoport szerdán játszott, a mérkőzésnapokat váltogatva. 
A játéknapok: október 20–21., október 27–28., november 3–4., november 24–25., december 1–2., december 8–9. A mérkőzések közép-európai idő szerint 18:55-kor és 21:00-kor kezdődtek. A végleges menetrendet a sorsolás után, számítógéppel állították össze.
| Játéknap    | Mérkőzések   |
| ----------- | ------------ |
| 1. játéknap | 2 – 3, 4 – 1 |
| 2. játéknap | 1 – 2, 3 – 4 |
| 3. játéknap | 3 – 1, 2 – 4 |

| Játéknap    | Mérkőzések   |
| ----------- | ------------ |
| 4. játéknap | 1 – 3, 4 – 2 |
| 5. játéknap | 3 – 2, 1 – 4 |
| 6. játéknap | 2 – 1, 4 – 3 |

## Csapatok
Az alábbi csapatok vettek részt a csoportkörben:
- 26 csapat ebben a körben lépett be
- 6 győztes csapat a UEFA-bajnokok ligája rájátszásából (4 a bajnoki ágról, 2 a nem bajnoki ágról)

| Csapat              | Együttható |
| ------------------- | ---------- |
| Bayern MünchenBL    | 136,000    |
| SevillaEL           | 102,000    |
| Real Madrid         | 134,000    |
| Liverpool           | 99,000     |
| Juventus            | 117,000    |
| Paris Saint-Germain | 113,000    |
| Zenyit              | 64,000     |
| Porto               | 75,000     |

| Csapat            | Együttható |
| ----------------- | ---------- |
| Barcelona         | 128,000    |
| Atlético Madrid   | 127,000    |
| Manchester City   | 116,000    |
| Manchester United | 100,000    |
| Sahtar Doneck     | 85,000     |
| Borussia Dortmund | 85,000     |
| Chelsea           | 83,000     |
| Ajax              | 69,500     |

| Csapat            | Együttható |
| ----------------- | ---------- |
| Dinamo Kijiv      | 55,000     |
| Red Bull Salzburg | 53,500     |
| RB Leipzig        | 49,000     |
| Internazionale    | 44,000     |
| Olimbiakósz       | 43,000     |
| Lazio             | 41,000     |
| Krasznodar        | 35,500     |
| Atalanta          | 33,500     |

| Csapat                   | Együttható |
| ------------------------ | ---------- |
| Lokomotyiv Moszkva       | 33,000     |
| Marseille                | 31,000     |
| Club Brugge              | 28,500     |
| Borussia Mönchengladbach | 26,000     |
| İstanbul Başakşehir      | 21,500     |
| Midtjylland              | 14,500     |
| Rennes                   | 14,000     |
| Ferencváros              | 9,000      |

## Csoportok
A csoportokban a csapatok körmérkőzéses, oda-visszavágós rendszerben mérkőztek meg egymással. A csoportok első két helyen záró csapat az egyenes kieséses szakaszba jutott, a harmadik helyezettek az Európa-liga egyenes kieséses szakaszában folytatták, míg az utolsó helyezettek kiestek.

### Sorrend meghatározása
Az UEFA versenyszabályzata alapján, ha két vagy több csapat a csoportmérkőzések után azonos pontszámmal állt, az alábbiak alapján kellett meghatározni a sorrendet:
1. az azonosan álló csapatok mérkőzésein szerzett több pont
2. az azonosan álló csapatok mérkőzésein elért jobb gólkülönbség
3. az azonosan álló csapatok mérkőzésein szerzett több gól
4. az azonosan álló csapatok mérkőzésein idegenben szerzett több gól
5. ha kettőnél több csapat áll azonos pontszámmal, akkor az egymás elleni eredményeket mindaddig újra kell alkalmazni, amíg nem dönthető el a sorrend
6. az összes mérkőzésen elért jobb gólkülönbség
7. az összes mérkőzésen szerzett több gól
8. az összes mérkőzésen szerzett több idegenben szerzett gól
9. az összes mérkőzésen szerzett több győzelem
10. az összes mérkőzésen szerzett több idegenben szerzett győzelem
11. fair play pontszám (piros lap = 3 pont, sárga lap = 1 pont, kiállítás két sárga lap után = 3 pont);
12. jobb UEFA-együttható

Minden időpont közép-európai idő/közép-európai nyári idő szerint van feltüntetve.

### A csoport
| Hely. | Csapat             | M | Gy | D | V | G+ | G– | Gk  | P  | Továbbjutás                                |  | BAY | ATM | RBS | LOK |
| ----- | ------------------ | - | -- | - | - | -- | -- | --- | -- | ------------------------------------------ |  | --- | --- | --- | --- |
| 1.    | Bayern München     | 6 | 5  | 1 | 0 | 18 | 5  | +13 | 16 | Továbbjutott az egyenes kieséses szakaszba |  | —   | 4–0 | 3–1 | 1–0 |
| 2.    | Atlético Madrid    | 6 | 2  | 3 | 1 | 7  | 8  | −1  | 9  | Továbbjutott az egyenes kieséses szakaszba |  | 1–1 | —   | 3–2 | 0–0 |
| 3.    | Red Bull Salzburg  | 6 | 1  | 1 | 4 | 10 | 17 | −7  | 4  | Átkerült az Európa-ligába                  |  | 2–6 | 0–1 | —   | 2–2 |
| 4.    | Lokomotyiv Moszkva | 6 | 0  | 3 | 3 | 5  | 10 | −5  | 3  |                                            |  | 1–2 | 1–1 | 1–3 | —   |

| 2020. október 21. 18:55 |

| Red Bull Salzburg            | 2–2               | Lokomotyiv Moszkva      |
| ---------------------------- | ----------------- | ----------------------- |
| Szoboszlai 45' Junuzović 50' | (1–1) Jegyzőkönyv | Eder 19' Lisakovich 75' |

| Red Bull Arena, Wals-Siezenheim Játékvezető: Serdar Gözübüyük (holland) |

| 2020. október 21. 21:00 |

| Bayern München                         | 4–0               | Atlético Madrid |
| -------------------------------------- | ----------------- | --------------- |
| Coman 28' 72' Goretzka 41' Tolisso 66' | (2–0) Jegyzőkönyv |                 |

| Allianz Arena, München Játékvezető: Michael Oliver (angol) |

| 2020. október 27. 18:55 (20:55 MSK) |

| Lokomotyiv Moszkva | 1–2               | Bayern München           |
| ------------------ | ----------------- | ------------------------ |
| An. Miranchuk 70'  | (0–1) Jegyzőkönyv | Goretzka 13' Kimmich 79' |

| RZD Aréna, Moszkva Játékvezető: Kovács István (román) |

| 2020. október 27. 21:00 |

| Atlético Madrid            | 3–2               | Red Bull Salzburg                 |
| -------------------------- | ----------------- | --------------------------------- |
| Llorente 29' Félix 52' 85' | (1–1) Jegyzőkönyv | Szoboszlai 40' Felipe 47' (öngól) |

| Wanda Metropolitano Stadion, Madrid Játékvezető: Ovidiu Hațegan (román) |

| 2020. november 3. 18:55 (20:55 MSK) |

| Lokomotyiv Moszkva           | 1–1               | Atlético Madrid |
| ---------------------------- | ----------------- | --------------- |
| An. Miranchuk 25' (11-esből) | (1–1) Jegyzőkönyv | Giménez 18'     |

| RZD Aréna, Moszkva Játékvezető: Benoît Bastien (francia) |

| 2020. november 3. 21:00 |

| Red Bull Salzburg      | 2–6               | Bayern München                                                                             |
| ---------------------- | ----------------- | ------------------------------------------------------------------------------------------ |
| Berisha 4' Okugawa 66' | (1–2) Jegyzőkönyv | Lewandowski 21' (11-esből) 88' Kristensen 44' (öngól) Boateng 79' Sané 83' Hernandez 90+2' |

| Red Bull Arena, Wals-Siezenheim Játékvezető: Danny Makkelie (holland) |

| 2020. november 25. 21:00 |

| Atlético Madrid | 0–0         | Lokomotyiv Moszkva |
| --------------- | ----------- | ------------------ |
|                 | Jegyzőkönyv |                    |

| Wanda Metropolitano Stadion, Madrid Játékvezető: Slavko Vinčić (szlovén) |

| 2020. november 25. 21:00 |

| Bayern München                     | 3–1               | Red Bull Salzburg |
| ---------------------------------- | ----------------- | ----------------- |
| Lewandowski 43' Coman 52' Sané 68' | (1–0) Jegyzőkönyv | Berisha 73'       |

| Allianz Arena, München Játékvezető: Orel Grinfeld (izraeli) |

| 2020. december 1. 18:55 (20:55 MSK) |

| Lokomotyiv Moszkva           | 1–3               | Red Bull Salzburg           |
| ---------------------------- | ----------------- | --------------------------- |
| An. Miranchuk 79' (11-esből) | (0–2) Jegyzőkönyv | Berisha 28' 41' Adeyemi 81' |

| RZD Aréna, Moszkva Játékvezető: Ali Palabıyık (török) |

| 2020. december 1. 21:00 |

| Atlético Madrid | 1–1               | Bayern München        |
| --------------- | ----------------- | --------------------- |
| Félix 26'       | (1–0) Jegyzőkönyv | Müller 86' (11-esből) |

| Wanda Metropolitano Stadion, Madrid Játékvezető: Clément Turpin (francia) |

| 2020. december 9. 21:00 |

| Bayern München             | 2–0               | Lokomotyiv Moszkva |
| -------------------------- | ----------------- | ------------------ |
| Süle 63' Choupo-Moting 80' | (0–0) Jegyzőkönyv |                    |

| Allianz Arena, München Játékvezető: Sandro Schärer (svájci) |

| 2020. december 9. 21:00 |

| Red Bull Salzburg | 0–2               | Atlético Madrid          |
| ----------------- | ----------------- | ------------------------ |
|                   | (0–1) Jegyzőkönyv | Hermoso 39' Carrasco 86' |

| Red Bull Arena, Wals-Siezenheim Játékvezető: Anthony Taylor (angol) |

### B csoport
| Hely. | Csapat                   | M | Gy | D | V | G+ | G– | Gk | P  | Továbbjutás                                |  | RMA | MÖN | SHA | INT |
| ----- | ------------------------ | - | -- | - | - | -- | -- | -- | -- | ------------------------------------------ |  | --- | --- | --- | --- |
| 1.    | Real Madrid              | 6 | 3  | 1 | 2 | 11 | 9  | +2 | 10 | Továbbjutott az egyenes kieséses szakaszba |  | —   | 2–0 | 2–3 | 3–2 |
| 2.    | Borussia Mönchengladbach | 6 | 2  | 2 | 2 | 16 | 9  | +7 | 8  | Továbbjutott az egyenes kieséses szakaszba |  | 2–2 | —   | 4–0 | 2–3 |
| 3.    | Sahtar Doneck            | 6 | 2  | 2 | 2 | 5  | 12 | −7 | 8  | Átkerült az Európa-ligába                  |  | 2–0 | 0–6 | —   | 0–0 |
| 4.    | Internazionale           | 6 | 1  | 3 | 2 | 7  | 9  | −2 | 6  |                                            |  | 0–2 | 2–2 | 0–0 | —   |

1. ↑  Egymás elleni pontok: Borussia Mönchengladbach 6, Sahtar Doneck 0.

| 2020. október 21. 18:55 |

| Real Madrid             | 2–3               | Sahtar Doneck                           |
| ----------------------- | ----------------- | --------------------------------------- |
| Modrić 54' Vinícius 59' | (0–3) Jegyzőkönyv | Tetê 29' Varane 33' (öngól) Solomon 42' |

| Alfredo di Stéfano stadion, Madrid Játékvezető: Srđan Jovanović (szerb) |

| 2020. október 21. 21:00 |

| Internazionale | 2–2               | Borussia Mönchengladbach                |
| -------------- | ----------------- | --------------------------------------- |
| Lukaku 49' 90' | (0–0) Jegyzőkönyv | ben-Szebajni 63' (11-esből) Hofmann 84' |

| San Siro, Milánó Játékvezető: Björn Kuipers (holland) |

| 2020. október 27. 18:55 (19:55 EET) |

| Sahtar Doneck | 0–0         | Internazionale |
| ------------- | ----------- | -------------- |
|               | Jegyzőkönyv |                |

| Olimpiai Stadion, Kijev Játékvezető: Georgi Kabakov (bolgár) |

| 2020. október 27. 21:00 |

| Borussia Mönchengladbach | 2–2               | Real Madrid                |
| ------------------------ | ----------------- | -------------------------- |
| Thuram 33' 58'           | (1–0) Jegyzőkönyv | Benzema 87' Casemiro 90+3' |

| Borussia-Park Stadion, Mönchengladbach Játékvezető: Orel Grinfeld (izraeli) |

| 2020. november 3. 18:55 (19:55 EET) |

| Sahtar Doneck | 0–6               | Borussia Mönchengladbach                                       |
| ------------- | ----------------- | -------------------------------------------------------------- |
|               | (0–4) Jegyzőkönyv | Pléa 8' 26' 78' Bondar 17' (öngól) ben-Szebajni 44' Stindl 65' |

| Olimpiai Stadion, Kijev Játékvezető: Serdar Gözübüyük (holland) |

| 2020. november 3. 21:00 |

| Real Madrid                       | 3–2               | Internazionale           |
| --------------------------------- | ----------------- | ------------------------ |
| Benzema 25' Ramos 33' Rodrygo 80' | (2–1) Jegyzőkönyv | Martínez 35' Perišić 68' |

| Alfredo di Stéfano stadion, Madrid Játékvezető: Clément Turpin (francia) |

| 2020. november 25. 18:55 |

| Borussia Mönchengladbach                                | 4–0               | Sahtar Doneck |
| ------------------------------------------------------- | ----------------- | ------------- |
| Stindl 17' (11-esből) Elvedi 34' Embolo 45+1' Wendt 77' | (3–0) Jegyzőkönyv |               |

| Borussia-Park Stadion, Mönchengladbach Játékvezető: Cüneyt Çakır (török) |

| 2020. november 25. 21:00 |

| Internazionale | 0–2               | Real Madrid                             |
| -------------- | ----------------- | --------------------------------------- |
|                | (0–1) Jegyzőkönyv | Hazard 7' (11-esből) Hakimi 59' (öngól) |

| San Siro, Milánó Játékvezető: Anthony Taylor (angol) |

| 2020. december 1. 18:55 (19:55 EET) |

| Sahtar Doneck            | 2–0               | Real Madrid |
| ------------------------ | ----------------- | ----------- |
| Dentinho 57' Solomon 82' | (0–0) Jegyzőkönyv |             |

| Olimpiai Stadion, Kijev Játékvezető: Ovidiu Hațegan (román) |

| 2020. december 1. 21:00 |

| Borussia Mönchengladbach | 2–3               | Internazionale             |
| ------------------------ | ----------------- | -------------------------- |
| Pléa 45+1' 76'           | (1–1) Jegyzőkönyv | Darmian 17' Lukaku 64' 73' |

| Borussia-Park Stadion, Mönchengladbach Játékvezető: Danny Makkelie (holland) |

| 2020. december 9. 21:00 |

| Real Madrid    | 2–0               | Borussia Mönchengladbach |
| -------------- | ----------------- | ------------------------ |
| Benzema 9' 32' | (2–0) Jegyzőkönyv |                          |

| Alfredo di Stéfano stadion, Madrid Játékvezető: Björn Kuipers (holland) |

| 2020. december 9. 21:00 |

| Internazionale | 0–0         | Sahtar Doneck |
| -------------- | ----------- | ------------- |
|                | Jegyzőkönyv |               |

| San Siro, Milánó Játékvezető: Slavko Vinčić (szlovén) |

### C csoport
| Hely. | Csapat          | M | Gy | D | V | G+ | G– | Gk  | P  | Továbbjutás                                |  | MCI | POR | OLY | MAR |
| ----- | --------------- | - | -- | - | - | -- | -- | --- | -- | ------------------------------------------ |  | --- | --- | --- | --- |
| 1.    | Manchester City | 6 | 5  | 1 | 0 | 13 | 1  | +12 | 16 | Továbbjutott az egyenes kieséses szakaszba |  | —   | 3–1 | 3–0 | 3–0 |
| 2.    | Porto           | 6 | 4  | 1 | 1 | 10 | 3  | +7  | 13 | Továbbjutott az egyenes kieséses szakaszba |  | 0–0 | —   | 2–0 | 3–0 |
| 3.    | Olimbiakósz     | 6 | 1  | 0 | 5 | 2  | 10 | −8  | 3  | Átkerült az Európa-ligába                  |  | 0–1 | 0–2 | —   | 1–0 |
| 4.    | Marseille       | 6 | 1  | 0 | 5 | 2  | 13 | −11 | 3  |                                            |  | 0–3 | 0–2 | 2–1 | —   |

1. 1 2  Egymás elleni idegenben szerzett gólok: Olimbiakósz 1, Marseille 0.

| 2020. október 21. 21:00 (20:00 BST) |

| Manchester City                               | 3–1               | Porto    |
| --------------------------------------------- | ----------------- | -------- |
| Agüero 20' (11-esből) Gündoğan 65' Torres 73' | (1–1) Jegyzőkönyv | Díaz 14' |

| City of Manchester Stadion, Manchester Játékvezető: Andris Treimanis (lett) |

| 2020. október 21. 21:00 (22:00 EEST) |

| Olimbiakósz  | 1–0               | Marseille |
| ------------ | ----------------- | --------- |
| Hassan 90+1' | (0–0) Jegyzőkönyv |           |

| Karaiszkákisz Stadion, Pireusz Játékvezető: Daniele Orsato (olasz) |

| 2020. október 27. 21:00 (20:00 WET) |

| Porto                   | 2–0               | Olimbiakósz |
| ----------------------- | ----------------- | ----------- |
| Vieira 11' Oliveira 85' | (1–0) Jegyzőkönyv |             |

| Estádio do Dragão, Porto Játékvezető: Daniel Siebert (német) |

| 2020. október 27. 21:00 |

| Marseille | 0–3               | Manchester City                      |
| --------- | ----------------- | ------------------------------------ |
|           | (0–1) Jegyzőkönyv | Torres 18' Gündoğan 76' Sterling 81' |

| Stade Vélodrome, Marseille Játékvezető: Tobias Stieler (német) |

| 2020. november 3. 21:00 (20:00 GMT) |

| Manchester City                          | 3–0               | Olimbiakósz |
| ---------------------------------------- | ----------------- | ----------- |
| Torres 12' Gabriel Jesus 81' Cancelo 90' | (1–0) Jegyzőkönyv |             |

| City of Manchester Stadion, Manchester Játékvezető: Carlos del Cerro Grande (spanyol) |

| 2020. november 3. 21:00 (20:00 WET) |

| Porto                                      | 3–0               | Marseille |
| ------------------------------------------ | ----------------- | --------- |
| Marega 4' Oliveira 28' (11-esből) Díaz 69' | (2–0) Jegyzőkönyv |           |

| Estádio do Dragão, Porto Játékvezető: Antonio Mateu Lahoz (spanyol) |

| 2020. november 25. 18:55 (19:55 EET) |

| Olimbiakósz | 0–1               | Manchester City |
| ----------- | ----------------- | --------------- |
|             | (0–1) Jegyzőkönyv | Foden 36'       |

| Karaiszkákisz Stadion, Pireusz Játékvezető: Davide Massa (olasz) |

| 2020. november 25. 21:00 |

| Marseille | 0–2               | Porto                              |
| --------- | ----------------- | ---------------------------------- |
|           | (0–1) Jegyzőkönyv | Sanusi 39' Oliveira 72' (11-esből) |

| Stade Vélodrome, Marseille Játékvezető: Andreas Ekberg (svéd) |

| 2020. december 1. 21:00 |

| Marseille                           | 2–1               | Olimbiakósz |
| ----------------------------------- | ----------------- | ----------- |
| Payet 55' (11-esből) 75' (11-esből) | (0–1) Jegyzőkönyv | Camara 33'  |

| Stade Vélodrome, Marseille Játékvezető: Jesús Gil Manzano (spanyol) |

| 2020. december 1. 21:00 (20:00 WET) |

| Porto | 0–0         | Manchester City |
| ----- | ----------- | --------------- |
|       | Jegyzőkönyv |                 |

| Estádio do Dragão, Porto Játékvezető: Björn Kuipers (holland) |

| 2020. december 9. 21:00 (20:00 GMT) |

| Manchester City                    | 3–0               | Marseille |
| ---------------------------------- | ----------------- | --------- |
| Torres 48' Agüero 77' Sterling 90' | (0–0) Jegyzőkönyv |           |

| City of Manchester Stadion, Manchester Játékvezető: Halil Umut Meler (török) |

| 2020. december 9. 21:00 (22:00 EET) |

| Olimbiakósz | 0–2               | Porto                           |
| ----------- | ----------------- | ------------------------------- |
|             | (0–1) Jegyzőkönyv | Otávio 10' (11-esből) Uribe 77' |

| Karaiszkákisz Stadion, Pireusz Játékvezető: Felix Brych (német) |

### D csoport
| Hely. | Csapat      | M | Gy | D | V | G+ | G– | Gk | P  | Továbbjutás                                |  | LIV | ATA | AJX | MID |
| ----- | ----------- | - | -- | - | - | -- | -- | -- | -- | ------------------------------------------ |  | --- | --- | --- | --- |
| 1.    | Liverpool   | 6 | 4  | 1 | 1 | 10 | 3  | +7 | 13 | Továbbjutott az egyenes kieséses szakaszba |  | —   | 0–2 | 1–0 | 2–0 |
| 2.    | Atalanta    | 6 | 3  | 2 | 1 | 10 | 8  | +2 | 11 | Továbbjutott az egyenes kieséses szakaszba |  | 0–5 | —   | 2–2 | 1–1 |
| 3.    | Ajax        | 6 | 2  | 1 | 3 | 7  | 7  | 0  | 7  | Átkerült az Európa-ligába                  |  | 0–1 | 0–1 | —   | 3–1 |
| 4.    | Midtjylland | 6 | 0  | 2 | 4 | 4  | 13 | −9 | 2  |                                            |  | 1–1 | 0–4 | 1–2 | —   |

| 2020. október 21. 21:00 |

| Ajax | 0–1               | Liverpool              |
| ---- | ----------------- | ---------------------- |
|      | (0–1) Jegyzőkönyv | Tagliafico 35' (öngól) |

| Johan Cruijff Arena, Amszterdam Játékvezető: Felix Brych (német) |

| 2020. október 21. 21:00 |

| Midtjylland | 0–4               | Atalanta                                      |
| ----------- | ----------------- | --------------------------------------------- |
|             | (0–3) Jegyzőkönyv | Zapata 26' Gómez 36' Muriel 42' Miranchuk 89' |

| MCH Arena, Herning Játékvezető: Artur Soares Dias (portugál) |

| 2020. október 27. 21:00 (20:00 GMT) |

| Liverpool                       | 2–0               | Midtjylland |
| ------------------------------- | ----------------- | ----------- |
| Jota 55' Salah 90+3' (11-esből) | (0–0) Jegyzőkönyv |             |

| Anfield, Liverpool Játékvezető: Paweł Raczkowski (lengyel) |

| 2020. október 27. 21:00 |

| Atalanta       | 2–2               | Ajax                            |
| -------------- | ----------------- | ------------------------------- |
| Zapata 54' 60' | (0–2) Jegyzőkönyv | Tadić 30' (11-esből) Traoré 38' |

| Atleti Azzurri d’Italia Stadion, Bergamo Játékvezető: Damir Skomina (szlovén) |

| 2020. november 3. 21:00 |

| Midtjylland | 1–2               | Ajax                |
| ----------- | ----------------- | ------------------- |
| Dreyer 18'  | (1–2) Jegyzőkönyv | Antony 1' Tadić 13' |

| MCH Arena, Herning Játékvezető: Bobby Madden (skót) |

| 2020. november 3. 21:00 |

| Atalanta | 0–5               | Liverpool                           |
| -------- | ----------------- | ----------------------------------- |
|          | (0–2) Jegyzőkönyv | Jota 16' 33' 54' Salah 47' Mané 49' |

| Atleti Azzurri d’Italia Stadion, Bergamo Játékvezető: Ovidiu Hațegan (román) |

| 2020. november 25. 21:00 (20:00 GMT) |

| Liverpool | 0–2               | Atalanta              |
| --------- | ----------------- | --------------------- |
|           | (0–0) Jegyzőkönyv | Iličić 60' Gosens 64' |

| Anfield, Liverpool Játékvezető: Carlos del Cerro Grande (spanyol) |

| 2020. november 25. 21:00 |

| Ajax                                   | 3–1               | Midtjylland          |
| -------------------------------------- | ----------------- | -------------------- |
| Gravenberch 47' Mazraoui 49' Neres 66' | (0–0) Jegyzőkönyv | Mabil 80' (11-esből) |

| Johan Cruijff Arena, Amszterdam Játékvezető: Szergej Karaszjov (orosz) |

| 2020. december 1. 21:00 (20:00 GMT) |

| Liverpool | 1–0               | Ajax |
| --------- | ----------------- | ---- |
| Jones 58' | (0–0) Jegyzőkönyv |      |

| Anfield, Liverpool Játékvezető: Tobias Stieler (német) |

| 2020. december 1. 21:00 |

| Atalanta   | 1–1               | Midtjylland |
| ---------- | ----------------- | ----------- |
| Romero 79' | (0–1) Jegyzőkönyv | Scholz 13'  |

| Atleti Azzurri d’Italia Stadion, Bergamo Játékvezető: Anasztásziosz Szidirópulosz (görög) |

| 2020. december 9. 18:55 |

| Ajax | 0–1               | Atalanta   |
| ---- | ----------------- | ---------- |
|      | (0–0) Jegyzőkönyv | Muriel 85' |

| Johan Cruijff Arena, Amszterdam Játékvezető: Carlos del Cerro Grande (spanyol) |

| 2020. december 9. 18:55 |

| Midtjylland           | 1–1               | Liverpool |
| --------------------- | ----------------- | --------- |
| Scholz 62' (11-esből) | (0–1) Jegyzőkönyv | Salah 1'  |

| MCH Arena, Herning Játékvezető: François Letexier (francia) |

### E csoport
| Hely. | Csapat     | M | Gy | D | V | G+ | G– | Gk  | P  | Továbbjutás                                |  | CHE | SEV | KRA | REN |
| ----- | ---------- | - | -- | - | - | -- | -- | --- | -- | ------------------------------------------ |  | --- | --- | --- | --- |
| 1.    | Chelsea    | 6 | 4  | 2 | 0 | 14 | 2  | +12 | 14 | Továbbjutott az egyenes kieséses szakaszba |  | —   | 0–0 | 1–1 | 3–0 |
| 2.    | Sevilla    | 6 | 4  | 1 | 1 | 9  | 8  | +1  | 13 | Továbbjutott az egyenes kieséses szakaszba |  | 0–4 | —   | 3–2 | 1–0 |
| 3.    | Krasznodar | 6 | 1  | 2 | 3 | 6  | 11 | −5  | 5  | Átkerült az Európa-ligába                  |  | 0–4 | 1–2 | —   | 1–0 |
| 4.    | Rennes     | 6 | 0  | 1 | 5 | 3  | 11 | −8  | 1  |                                            |  | 1–2 | 1–3 | 1–1 | —   |

| 2020. október 20. 21:00 (20:00 BST) |

| Chelsea | 0–0         | Sevilla |
| ------- | ----------- | ------- |
|         | Jegyzőkönyv |         |

| Stamford Bridge, London Játékvezető: Davide Massa (olasz) |

| 2020. október 20. 21:00 |

| Rennes                  | 1–1               | Krasznodar  |
| ----------------------- | ----------------- | ----------- |
| Guirassy 56' (11-esből) | (0–0) Jegyzőkönyv | Ramírez 59' |

| Roazhon Park, Rennes Játékvezető: Anasztásziosz Szidirópulosz (görög) |

| 2020. október 28. 18:55 (20:55 MSK) |

| Krasznodar | 0–4               | Chelsea                                                     |
| ---------- | ----------------- | ----------------------------------------------------------- |
|            | (0–1) Jegyzőkönyv | Hudson-Odoi 37' Werner 76' (11-esből) Zíjes 79' Pulisic 90' |

| Krasznodar Stadion, Krasznodar Játékvezető: Ali Palabıyık (török) |

| 2020. október 28. 21:00 |

| Sevilla     | 1–0               | Rennes |
| ----------- | ----------------- | ------ |
| De Jong 56' | (0–0) Jegyzőkönyv |        |

| Estadio Ramón Sánchez-Pizjuán, Sevilla Játékvezető: Cüneyt Çakır (török) |

| 2020. november 4. 21:00 |

| Sevilla                        | 3–2               | Krasznodar                         |
| ------------------------------ | ----------------- | ---------------------------------- |
| Rakitić 42' El-Neszjrí 69' 72' | (1–2) Jegyzőkönyv | Suleymanov 17' Berg 21' (11-esből) |

| Estadio Ramón Sánchez-Pizjuán, Sevilla Játékvezető: Felix Brych (német) |

| 2020. november 4. 21:00 (20:00 GMT) |

| Chelsea                                          | 3–0   | Rennes |
| ------------------------------------------------ | ----- | ------ |
| Werner 10' (11-esből) 41' (11-esből) Abraham 50' | (2–0) |        |

| Stamford Bridge, London Játékvezető: Felix Zwayer (német) |

| 2020. november 24. 18:55 (20:55 MSK) |

| Krasznodar    | 1–2               | Sevilla                |
| ------------- | ----------------- | ---------------------- |
| Wanderson 56' | (0–1) Jegyzőkönyv | Rakitić 4' Munir 90+5' |

| Krasznodar Stadion, Krasznodar Játékvezető: Marco Guida (olasz) |

| 2020. november 24. 18:55 |

| Rennes       | 1–2               | Chelsea                      |
| ------------ | ----------------- | ---------------------------- |
| Guirassy 85' | (0–1) Jegyzőkönyv | Hudson-Odoi 22' Giroud 90+1' |

| Roazhon Park, Rennes Játékvezető: Björn Kuipers (holland) |

| 2020. december 2. 18:55 (20:55 MSK) |

| Krasznodar | 1–0               | Rennes |
| ---------- | ----------------- | ------ |
| Berg 71'   | (0–0) Jegyzőkönyv |        |

| Krasznodar Stadion, Krasznodar Játékvezető: Willie Collum (skót) |

| 2020. december 2. 21:00 |

| Sevilla | 0–4               | Chelsea                          |
| ------- | ----------------- | -------------------------------- |
|         | (0–1) Jegyzőkönyv | Giroud 8' 54' 74' 83' (11-esből) |

| Estadio Ramón Sánchez-Pizjuán, Sevilla Játékvezető: Artur Soares Dias (portugál) |

| 2020. december 8. 21:00 (20:00 GMT) |

| Chelsea                 | 1–1               | Krasznodar  |
| ----------------------- | ----------------- | ----------- |
| Jorginho 28' (11-esből) | (1–1) Jegyzőkönyv | Cabella 24' |

| Stamford Bridge, London Játékvezető: Pavel Královec (cseh) |

| 2020. december 8. 21:00 |

| Rennes                | 1–3               | Sevilla                         |
| --------------------- | ----------------- | ------------------------------- |
| Rutter 86' (11-esből) | (0–2) Jegyzőkönyv | Koundé 32' El-Neszjrí 45+2' 81' |

| Roazhon Park, Rennes Játékvezető: Bartosz Frankowski (lengyel) |

### F csoport
| Hely. | Csapat            | M | Gy | D | V | G+ | G– | Gk | P  | Továbbjutás                                |  | DOR | LAZ | BRU | ZEN |
| ----- | ----------------- | - | -- | - | - | -- | -- | -- | -- | ------------------------------------------ |  | --- | --- | --- | --- |
| 1.    | Borussia Dortmund | 6 | 4  | 1 | 1 | 12 | 5  | +7 | 13 | Továbbjutott az egyenes kieséses szakaszba |  | —   | 1–1 | 3–0 | 2–0 |
| 2.    | Lazio             | 6 | 2  | 4 | 0 | 11 | 7  | +4 | 10 | Továbbjutott az egyenes kieséses szakaszba |  | 3–1 | —   | 2–2 | 3–1 |
| 3.    | Club Brugge       | 6 | 2  | 2 | 2 | 8  | 10 | −2 | 8  | Átkerült az Európa-ligába                  |  | 0–3 | 1–1 | —   | 3–0 |
| 4.    | Zenyit            | 6 | 0  | 1 | 5 | 4  | 13 | −9 | 1  |                                            |  | 1–2 | 1–1 | 1–2 | —   |

| 2020. október 20. 18:55 (19:55 MSK) |

| Zenyit              | 1–2               | Club Brugge                   |
| ------------------- | ----------------- | ----------------------------- |
| Horvath 74' (öngól) | (0–0) Jegyzőkönyv | Dennis 63' De Ketelaere 90+3' |

| Kresztovszkij Stadion, Szentpétervár Játékvezető: Benoît Bastien (francia) |

| 2020. október 20. 21:00 |

| Lazio                                       | 3–1               | Borussia Dortmund |
| ------------------------------------------- | ----------------- | ----------------- |
| Immobile 6' Hitz 23' (öngól) Akpa Akpro 76' | (2–0) Jegyzőkönyv | Haaland 71'       |

| Olimpiai Stadion, Róma Játékvezető: Clément Turpin (francia) |

| 2020. október 28. 21:00 |

| Borussia Dortmund                   | 2–0               | Zenyit |
| ----------------------------------- | ----------------- | ------ |
| Sancho 78' (11-esből) Haaland 90+1' | (0–0) Jegyzőkönyv |        |

| Signal Iduna Park, Dortmund Játékvezető: Björn Kuipers (holland) |

| 2020. október 28. 21:00 |

| Club Brugge            | 1–1               | Lazio      |
| ---------------------- | ----------------- | ---------- |
| Vanaken 42' (11-esből) | (1–1) Jegyzőkönyv | Correa 14' |

| Jan Breydel Stadion, Brugge Játékvezető: Anthony Taylor (angol) |

| 2020. november 4. 18:55 (20:55 MSK) |

| Zenyit      | 1–1               | Lazio       |
| ----------- | ----------------- | ----------- |
| Jerohin 32' | (1–0) Jegyzőkönyv | Caicedo 82' |

| Kresztovszkij Stadion, Szentpétervár Játékvezető: Artur Soares Dias (portugál) |

| 2020. november 4. 21:00 |

| Club Brugge | 0–3               | Borussia Dortmund             |
| ----------- | ----------------- | ----------------------------- |
|             | (0–3) Jegyzőkönyv | T. Hazard 14' Haaland 18' 32' |

| Jan Breydel Stadion, Brugge Játékvezető: Damir Skomina (szlovén) |

| 2020. november 24. 21:00 |

| Lazio                                 | 3–1               | Zenyit     |
| ------------------------------------- | ----------------- | ---------- |
| Immobile 3' 55' (11-esből) Parolo 22' | (2–1) Jegyzőkönyv | Dzyuba 25' |

| Olimpiai Stadion, Róma Játékvezető: Michael Oliver (angol) |

| 2020. november 24. 21:00 |

| Borussia Dortmund          | 3–0               | Club Brugge |
| -------------------------- | ----------------- | ----------- |
| Haaland 18' 60' Sancho 45' | (2–0) Jegyzőkönyv |             |

| Signal Iduna Park, Dortmund Játékvezető: Ivan Kružliak (szlovák) |

| 2020. december 2. 21:00 |

| Borussia Dortmund | 1–1               | Lazio                   |
| ----------------- | ----------------- | ----------------------- |
| Guerreiro 44'     | (1–0) Jegyzőkönyv | Immobile 67' (11-esből) |

| Signal Iduna Park, Dortmund Játékvezető: Antonio Mateu Lahoz (spanyol) |

| 2020. december 2. 21:00 |

| Club Brugge                                      | 3–0               | Zenyit |
| ------------------------------------------------ | ----------------- | ------ |
| De Ketelaere 33' Vanaken 58' (11-esből) Lang 73' | (1–0) Jegyzőkönyv |        |

| Jan Breydel Stadion, Brugge Játékvezető: Serdar Gözübüyük (holland) |

| 2020. december 8. 18:55 (20:55 MSK) |

| Zenyit      | 1–2               | Borussia Dortmund       |
| ----------- | ----------------- | ----------------------- |
| Driussi 16' | (1–0) Jegyzőkönyv | Piszczek 68' Witsel 78' |

| Kresztovszkij Stadion, Szentpétervár Játékvezető: Kovács István (román) |

| 2020. december 8. 18:55 |

| Lazio                              | 2–2               | Club Brugge            |
| ---------------------------------- | ----------------- | ---------------------- |
| Correa 12' Immobile 27' (11-esből) | (2–1) Jegyzőkönyv | Vormer 15' Vanaken 76' |

| Olimpiai Stadion, Róma Játékvezető: Cüneyt Çakır (török) |

### G csoport
| Hely. | Csapat       | M | Gy | D | V | G+ | G– | Gk  | P  | Továbbjutás                                |  | JUV | BAR | DKV | FTC |
| ----- | ------------ | - | -- | - | - | -- | -- | --- | -- | ------------------------------------------ |  | --- | --- | --- | --- |
| 1.    | Juventus     | 6 | 5  | 0 | 1 | 14 | 4  | +10 | 15 | Továbbjutott az egyenes kieséses szakaszba |  | —   | 0–2 | 3–0 | 2–1 |
| 2.    | Barcelona    | 6 | 5  | 0 | 1 | 16 | 5  | +11 | 15 | Továbbjutott az egyenes kieséses szakaszba |  | 0–3 | —   | 2–1 | 5–1 |
| 3.    | Dinamo Kijiv | 6 | 1  | 1 | 4 | 4  | 13 | −9  | 4  | Átkerült az Európa-ligába                  |  | 0–2 | 0–4 | —   | 1–0 |
| 4.    | Ferencváros  | 6 | 0  | 1 | 5 | 5  | 17 | −12 | 1  |                                            |  | 1–4 | 0–3 | 2–2 | —   |

1. 1 2  Egymás elleni gólkülönbség: Juventus +1, Barcelona –1.

| 2020. október 20. 18:55 (19:55 EEST) |

| Dinamo Kijiv | 0–2               | Juventus       |
| ------------ | ----------------- | -------------- |
|              | (0–0) Jegyzőkönyv | Morata 46' 84' |

| Olimpiai Stadion, Kijev Játékvezető: Ovidiu Hațegan (román) |

| 2020. október 20. 21:00 |

| Barcelona                                                        | 5–1               | Ferencváros             |
| ---------------------------------------------------------------- | ----------------- | ----------------------- |
| Messi 27' (11-esből) Fati 42' Coutinho 52' Pedri 82' Dembélé 89' | (2–0) Jegyzőkönyv | Haratyin 70' (11-esből) |

| Camp Nou, Barcelona Játékvezető: Sandro Schärer (svájci) |

| 2020. október 28. 21:00 |

| Juventus | 0–2               | Barcelona                          |
| -------- | ----------------- | ---------------------------------- |
|          | (0–1) Jegyzőkönyv | Dembélé 14' Messi 90+1' (11-esből) |

| Juventus Stadion, Torino Játékvezető: Danny Makkelie (holland) |

| 2020. október 28. 21:00 |

| Ferencváros        | 2–2               | Dinamo Kijiv                        |
| ------------------ | ----------------- | ----------------------------------- |
| Nguen 59' Boli 90' | (0–2) Jegyzőkönyv | Cihankov 28' (11-esből) De Pena 41' |

| Groupama Aréna, Budapest Játékvezető: Ivan Kružliak (szlovák) |

| 2020. november 4. 21:00 |

| Barcelona                     | 2–1               | Dinamo Kijiv |
| ----------------------------- | ----------------- | ------------ |
| Messi 5' (11-esből) Piqué 65' | (1–0) Jegyzőkönyv | Cihankov 75' |

| Camp Nou, Barcelona Játékvezető: Michael Oliver (angol) |

| 2020. november 4. 21:00 |

| Ferencváros | 1–4               | Juventus                                   |
| ----------- | ----------------- | ------------------------------------------ |
| Boli 90'    | (0–1) Jegyzőkönyv | Morata 7' 60' Dybala 73' Dvali 81' (öngól) |

| Puskás Aréna, Budapest Játékvezető: Orel Grinfeld (izraeli) |

| 2020. november 24. 21:00 (22:00 EET) |

| Dinamo Kijiv | 0–4               | Barcelona                                               |
| ------------ | ----------------- | ------------------------------------------------------- |
|              | (0–0) Jegyzőkönyv | Dest 52' Braithwaite 57' 70' (11-esből) Griezmann 90+2' |

| Olimpiai Stadion, Kijev Játékvezető: Matej Jug (szlovén) |

| 2020. november 24. 21:00 |

| Juventus                 | 2–1               | Ferencváros |
| ------------------------ | ----------------- | ----------- |
| Ronaldo 35' Morata 90+2' | (1–1) Jegyzőkönyv | Uzuni 19'   |

| Juventus Stadion, Torino Játékvezető: Daniel Siebert (német) |

| 2020. december 2. 21:00 |

| Juventus                          | 3–0               | Dinamo Kijiv |
| --------------------------------- | ----------------- | ------------ |
| Chiesa 21' Ronaldo 57' Morata 66' | (1–0) Jegyzőkönyv |              |

| Juventus Stadion, Torino Játékvezető: Stéphanie Frappart (francia) |

| 2020. december 2. 21:00 |

| Ferencváros | 0–3               | Barcelona                                            |
| ----------- | ----------------- | ---------------------------------------------------- |
|             | (0–3) Jegyzőkönyv | Griezmann 14' Braithwaite 20' Dembélé 28' (11-esből) |

| Puskás Aréna, Budapest Játékvezető: Aleksei Kulbakov (fehérorosz) |

| 2020. december 8. 21:00 |

| Barcelona | 0–3               | Juventus                                           |
| --------- | ----------------- | -------------------------------------------------- |
|           | (0–2) Jegyzőkönyv | Ronaldo 13' (11-esből) 52' (11-esből) McKennie 20' |

| Camp Nou, Barcelona Játékvezető: Tobias Stieler (német) |

| 2020. december 8. 21:00 (22:00 EET) |

| Dinamo Kijiv | 1–0               | Ferencváros |
| ------------ | ----------------- | ----------- |
| Popov 60'    | (0–0) Jegyzőkönyv |             |

| Olimpiai Stadion, Kijev Játékvezető: Andreas Ekberg (svéd) |

### H csoport
| Hely. | Csapat              | M | Gy | D | V | G+ | G– | Gk  | P  | Továbbjutás                                |  | PSG | RBL | MU  | ISB |
| ----- | ------------------- | - | -- | - | - | -- | -- | --- | -- | ------------------------------------------ |  | --- | --- | --- | --- |
| 1.    | Paris Saint-Germain | 6 | 4  | 0 | 2 | 13 | 6  | +7  | 12 | Továbbjutott az egyenes kieséses szakaszba |  | —   | 1–0 | 1–2 | 5–1 |
| 2.    | RB Leipzig          | 6 | 4  | 0 | 2 | 11 | 12 | −1  | 12 | Továbbjutott az egyenes kieséses szakaszba |  | 2–1 | —   | 3–2 | 2–0 |
| 3.    | Manchester United   | 6 | 3  | 0 | 3 | 15 | 10 | +5  | 9  | Átkerült az Európa-ligába                  |  | 1–3 | 5–0 | —   | 4–1 |
| 4.    | İstanbul Başakşehir | 6 | 1  | 0 | 5 | 7  | 18 | −11 | 3  |                                            |  | 0–2 | 3–4 | 2–1 | —   |

1. 1 2  Egymás elleni idegenben szerzett gólok: Paris Saint-Germain 1, RB Leipzig 0.

| 2020. október 20. 21:00 |

| Paris Saint-Germain | 1–2               | Manchester United                     |
| ------------------- | ----------------- | ------------------------------------- |
| Martial 55' (öngól) | (0–1) Jegyzőkönyv | Fernandes 23' (11-esből) Rashford 87' |

| Parc des Princes, Párizs Játékvezető: Antonio Mateu Lahoz (spanyol) |

| 2020. október 20. 21:00 |

| RB Leipzig       | 2–0               | İstanbul Başakşehir |
| ---------------- | ----------------- | ------------------- |
| Angeliño 16' 20' | (2–0) Jegyzőkönyv |                     |

| Red Bull Arena, Lipcse Játékvezető: Jesús Gil Manzano (spanyol) |

| 2020. október 28. 18:55 (20:55 TRT) |

| İstanbul Başakşehir | 0–2               | Paris Saint-Germain |
| ------------------- | ----------------- | ------------------- |
|                     | (0–0) Jegyzőkönyv | Kean 64' 79'        |

| Başakşehir Fatih Terim Stadion, Isztambul Játékvezető: Andreas Ekberg (svéd) |

| 2020. október 28. 21:00 (20:00 GMT) |

| Manchester United                                           | 5–0               | RB Leipzig |
| ----------------------------------------------------------- | ----------------- | ---------- |
| Greenwood 21' Rashford 74' 78' 90+2' Martial 87' (11-esből) | (1–0) Jegyzőkönyv |            |

| Old Trafford, Manchester Játékvezető: Matej Jug (szlovén) |

| 2020. november 4. 18:55 (20:55 TRT) |

| İstanbul Başakşehir | 2–1               | Manchester United |
| ------------------- | ----------------- | ----------------- |
| Ba 13' Višća 40'    | (2–1) Jegyzőkönyv | Martial 43'       |

| Başakşehir Fatih Terim Stadion, Isztambul Játékvezető: Davide Massa (olasz) |

| 2020. november 4. 21:00 |

| RB Leipzig                         | 2–1               | Paris Saint-Germain |
| ---------------------------------- | ----------------- | ------------------- |
| Nkunku 42' Forsberg 57' (11-esből) | (1–1) Jegyzőkönyv | Di María 6'         |

| Red Bull Arena, Lipcse Játékvezető: Szymon Marciniak (lengyel) |

| 2020. november 24. 21:00 (20:00 GMT) |

| Manchester United                                    | 4–1               | İstanbul Başakşehir |
| ---------------------------------------------------- | ----------------- | ------------------- |
| Fernandes 7' 19' Rashford 35' (11-esből) James 90+2' | (3–0) Jegyzőkönyv | Türüç 75'           |

| Old Trafford, Manchester Játékvezető: Ovidiu Hațegan (román) |

| 2020. november 24. 21:00 |

| Paris Saint-Germain   | 1–0               | RB Leipzig |
| --------------------- | ----------------- | ---------- |
| Neymar 11' (11-esből) | (1–0) Jegyzőkönyv |            |

| Parc des Princes, Párizs Játékvezető: Danny Makkelie (holland) |

| 2020. december 2. 18:55 (20:55 TRT) |

| İstanbul Başakşehir   | 3–4               | RB Leipzig                                     |
| --------------------- | ----------------- | ---------------------------------------------- |
| Kahveci 45+3' 72' 85' | (1–2) Jegyzőkönyv | Poulsen 26' Mukiele 43' Olmo 66' Sørloth 90+2' |

| Başakşehir Fatih Terim Stadion, Isztambul Játékvezető: Carlos del Cerro Grande (spanyol) |

| 2020. december 2. 21:00 (20:00 GMT) |

| Manchester United | 1–3               | Paris Saint-Germain            |
| ----------------- | ----------------- | ------------------------------ |
| Rashford 32'      | (1–1) Jegyzőkönyv | Neymar 6' 90+1' Marquinhos 69' |

| Old Trafford, Manchester Játékvezető: Daniele Orsato (olasz) |

| 2020. december 8. 21:00 |

| Paris Saint-Germain                          | 5–1               | İstanbul Başakşehir |
| -------------------------------------------- | ----------------- | ------------------- |
| Neymar 21' 38' 50' Mbappé 42' (11-esből) 62' | (3–0) Jegyzőkönyv | Topal 57'           |

| Parc des Princes, Párizs Játékvezető: Ovidiu Hațegan (román) és Danny Makkelie (holland) |

| 2020. december 8. 21:00 |

| RB Leipzig                           | 3–2               | Manchester United                           |
| ------------------------------------ | ----------------- | ------------------------------------------- |
| Angeliño 2' Haidara 13' Kluivert 69' | (2–0) Jegyzőkönyv | Fernandes 80' (11-esből) Konaté 82' (öngól) |

| Red Bull Arena, Lipcse Játékvezető: Antonio Mateu Lahoz (spanyol) |